# Betula albosinensis
Betula albosinensis – gatunek drzewa należącego do rodziny brzozowatych. Naturalnie występuje w północno-zachodniej części Chin. Jest uważana za odpowiednik brzozy pożytecznej w Azji – posiada taką samą tęczową korę.

## Morfologia

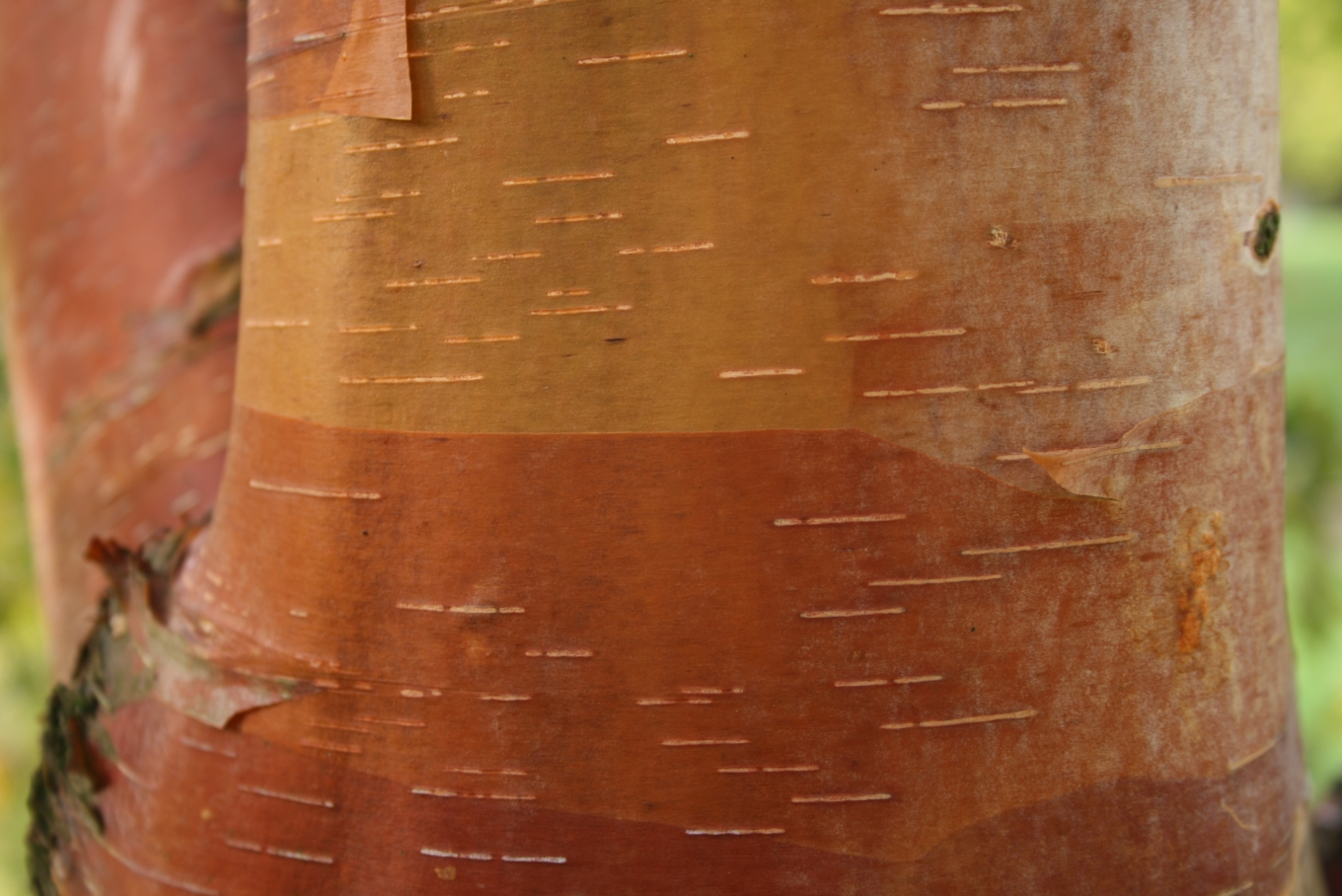
Kora

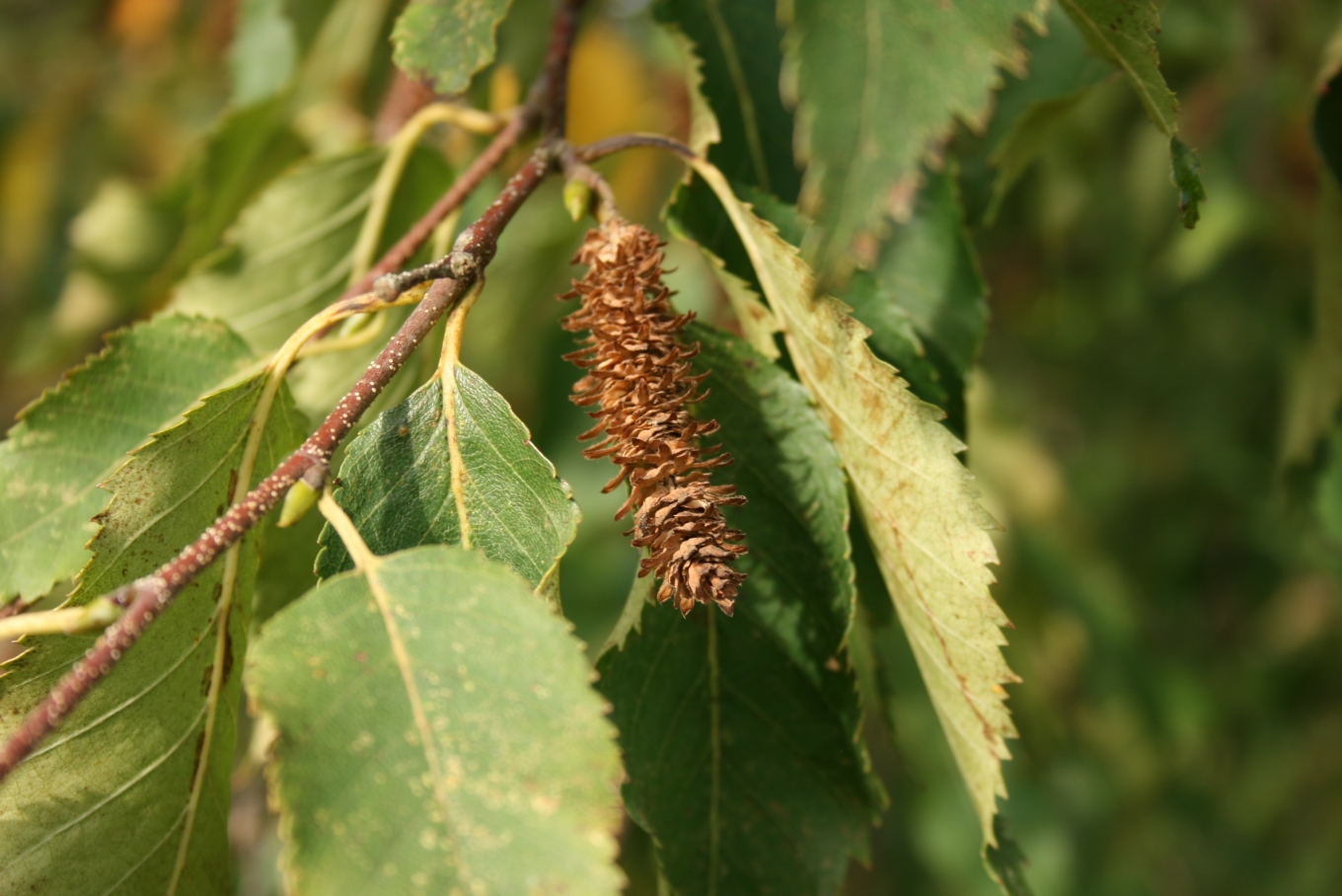
Owoce

PokrójPosiada zazwyczaj smukły pokrój.
KoraKora jest błyszcząca i ma różową, fioletową bądź pomarańczową barwę. Niektóre drzewa mogą mieć białą korę (mogą to być mieszańce).
PędyNagie.
LiścieWąskie długo zaostrzone. Mają 10-14 par nerwów.
Gatunki podobneMylony jest najczęściej z brzozą pożyteczną (różni się owłosionymi pędami, szerszymi liśćmi i szerszymi kotkami męskimi).

## Zmienność
Znana jest odmiana:
- Betula albosinensis var. septentrionalis – ciemniejsza, barwna kora, która łuszczy się dużymi płatami. Liście bardziej wąskie.

Posiada także kultywary: 
- 'Hergest' – gładka kora o blado różowofioletowej barwie.